# Belá nad Cirochou
Belá nad Cirochou (bis 1927 slowakisch „Cirocká Belá“; ungarisch Cirókabéla) ist eine Gemeinde in der Ostslowakei.

## Lage
Sie liegt im Cirocha-Tal, am Fuße des Vihorlat-Gebirges, an der Hauptstraße I/74, 4 km westlich von Snina und 18 km östlich von Humenné entfernt. Die Hauptstraße I/74, die beide Städte miteinander verbindet, führt weiter zur ukrainischen Grenze.

## Geschichte
Der Ort wurde 1451 erstmals erwähnt. Im Ort gibt es eine römisch-katholische Kirche aus dem Jahr 1912.

## Bevölkerung
| Jahr                | 1994 | 2004    | 2014    | 2024    |
| ------------------- | ---- | ------- | ------- | ------- |
| Anzahl der Personen | 3165 | 3318    | 3348    | 3279    |
| Unterschied         |      | +4,83 % | +0,90 % | −2,06 % |

| Jahr                | 2023 | 2024    |
| ------------------- | ---- | ------- |
| Anzahl der Personen | 3303 | 3279    |
| Unterschied         |      | −0,72 % |